# Курахмаев, Хаджимурат Асхабович
Хаджимура́т Асха́бович Курахма́ев (3 декабря 1979 год — 12 августа 1999 год) — боец отряда самообороны родного села при вторжении боевиков в Дагестан. Герой Российской Федерации (26.08.1999, посмертно).

## Биография
Родился в селении Ансалта 3 декабря 1979 года. По национальности аварец. Во время вторжения чеченских и международных террористов в Дагестан в августе 1999 года жил в селе Рахата Ботлихского района. При приближении боевиков отказался покинуть село, и когда в село вступили боевики, 19-летний Хаджимурад Курахмаев вошёл к ним в доверие, а ночью выхватил у одного из них автомат и расстрелял четверых боевиков. Однако после этого сам был расстрелян боевиками на месте.
Указом Президента Российской Федерации № 1115 от 26 августа 1999 года Хаджимурату Асхабовичу Курахмаеву посмертно присвоено звание Героя Российской Федерации.
Медаль «Золотая Звезда» была вручена родителям Героя президентом России Б. Ельциным.